# Hoffman, Minnesota
Hoffman là một thành phố thuộc quận Grant, tiểu bang Minnesota, Hoa Kỳ. Năm 2010, dân số của thành phố này là 681 người.

## Dân số
- Dân số năm 2000: 672 người.
- Dân số năm 2010: 681 người.